# Міхів (Люблінське воєводство)
Міхів (пол. Michów) — село в Польщі, у гміні Міхів Любартівського повіту Люблінського воєводства. Населення — 1640 осіб (2011).

## Демографія
Демографічна структура станом на 31 березня 2011 року:
|          | Загалом | Допрацездатний вік | Працездатний вік | Постпрацездатний вік |
| -------- | ------- | ------------------ | ---------------- | -------------------- |
| Чоловіки | 797     | 155                | 546              | 96                   |
| Жінки    | 843     | 139                | 487              | 217                  |
| Разом    | 1640    | 294                | 1033             | 313                  |

## Особистості

### Народилися
- Ян Осінський — польський ксьондз.